# Bon (religion)

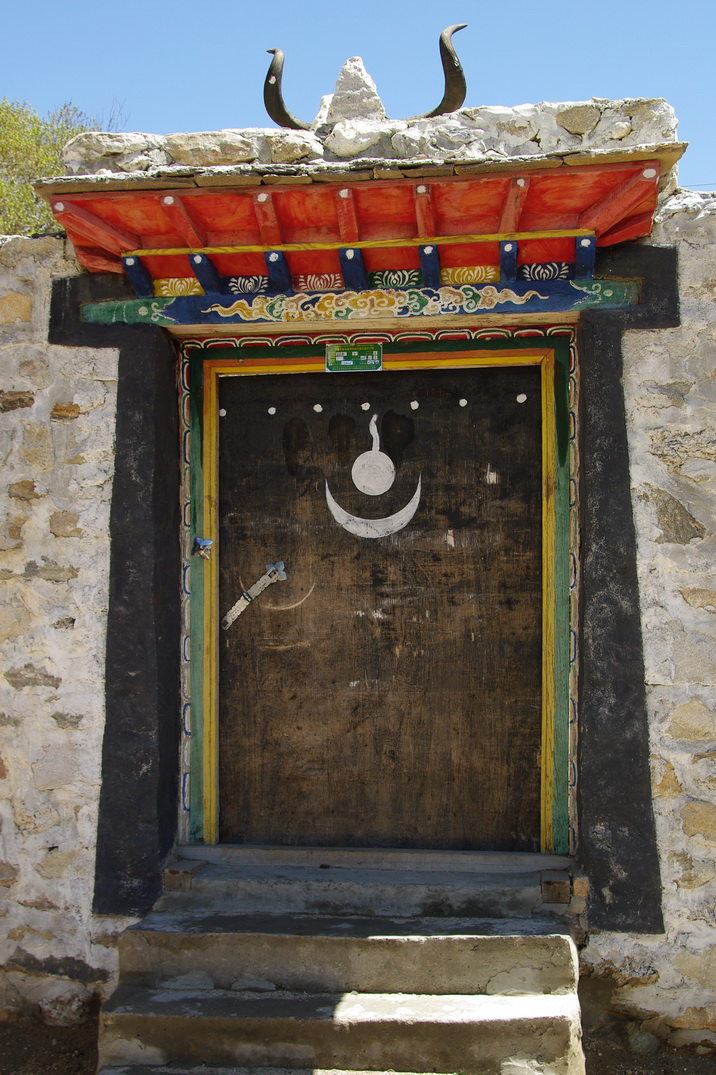
Dörr i Tibet med bonsymbolik

Bon eller Bön (Tibetanska: བོན་, Wylie: bon) är en tibetansk religiös tradition, som mytiskt skiljer sig från buddhismen, trots att religionen delar en del terminologi, ritualer och lärdomar med tibetansk buddhism. Den uppkom under 1000-talet, och etablerade sina skrifter främst från termor och visioner från tertöner såsom Loden Nyingpo

## Definitioner av Bon
Enligt Per Kværne kan "bon" ha tre olika betydelser :
1. Den religion som existerade i Tibet före buddhismen kom dit som bland annat innehåll inslag av gudomliga kungar.[4] Denna religion, lade bland annat fokus på ett liv efter detta, ritualer vid begravningar, och att offra djur.[5]
2. Den religion som uppkom i Tibet mellan år 900-1099 som kan sägas vara en blandning av de tidigare religioner som existerade i Tibet och buddhismen.[4]
3. En samling trosuppfattningar som är vanliga i Tibet, som bland annat inkluderar lokala gudar, spådom, och olika former av magi.[4]

Sam Van Schaik menar att det inte är lämpligt att kalla den religion som existerade i Tibet innan buddhismen kom dit för bon:
Trots att vissa kallar den för-buddhistiska religionen av Tibet 'Bon', är det osannolikt att Tibetanerna hade en tydlig religion som sådan, eller något slags namngivenhet för sina religiösa utövningsformer(?), före buddhismen kom dit. Bonpo-religionen började faktiskt först att ta form omkring återupplivningen av buddhismen under 1000-talet. När skrifterna som används inom Bonpo började uppkomma i Tibet, var det främst arbetet av tertöner.
Vissa forskare, såsom Christopher Beckwith, anser att bon utgör en del av tibetansk buddhism eftersom bon har så många likheter med den tibetanska buddhismen.

## Historik
Tonpa Shenrab Miwoche anses vara bons grundare. Vissa likheter kan finnas med denna figur och Shakyamuni Buddha inom buddhismen. Bons grundare anses komma från ett mytologiskt land kallat 'Ol mo lung ring, och anses varit en upplyst varelse. Till skillnad från Shakyamuni Buddha, förblev dock bons grundare en lekman tills han blev gammal, och hade under sin livstid många barn.
År 1017 anses tertönen Shenchen Lugah ha hittat många bonskrifter, som enligt religionen var antika skrifter som varit undangömda under mycket lång tid. Dessa texter utgjorde sedan större delen av bons skriftkanon. Under de århundraden som följde detta, organiserade han och hans lärjungar bon, och såg till att skrifterna bevarades.
Under många gånger i historien har bon blivit förföljt av buddhister och bons kloster blivit stängda, förstörda eller konverterade.

## Geografi

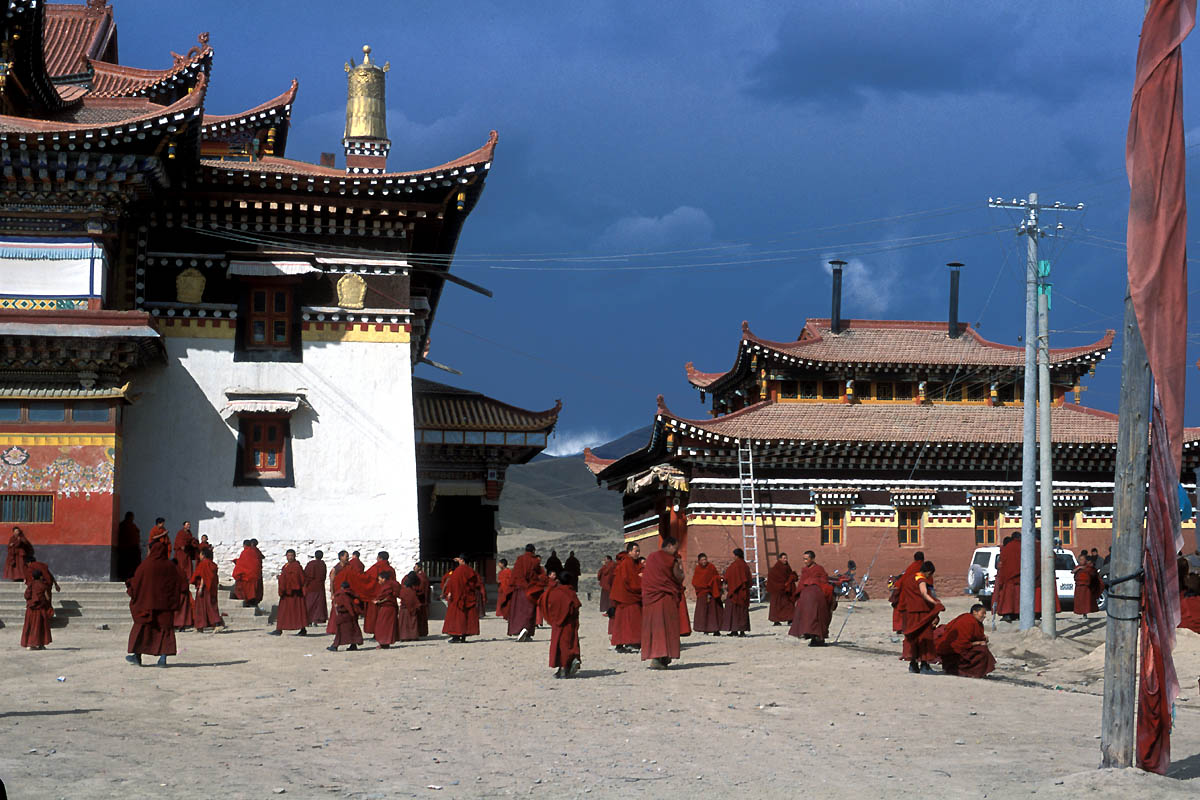
Ett bonkloster i Sichuan

Etniska Tibet är inte begränsat till Autonoma regionen Tibet. Det bredare området av etniska Tibet inkluderar också delar av de kinesiska provinserna Sichuan, Qinghai, Gansu, Yunnan, de indiska regionerna Ladakh, Lahaul och Spiti, Gilgit-Baltistan-regionen av Pakistan, den nordvästra delen av Assam, Bhutan, Sikkim, delar av norra Nepal såsom Mustang och Dolpo, regionerna i nordöstra Nepal befolkade av Sherpa och Tamangfolket, och extremt norra Myanmar. Även delar av moderna Bangladesh inkluderades en gång i tiden i "etniska Tibet".

## Lära
Bon har många likheter med tibetansk buddhism. Bland annat har bon upplysning, buddhor, en motsvarighet till buddhismens term dharma, en motsvarighet till mahayanas trikaya, och en liknande uppdelning av de heliga skrifterna. Det är dock inte en helt identisk religion till buddhismen, då bon bland annat har en annorlunda kosmologi, heliga berättelser och gudavärld.
Även om bon inte kan sägas ha existerat före buddhismen kom till Tibet, kan vissa delar av bon ge ledtrådar till hur den religion som existerade i Tibet före buddhismen kom dit såg ut.

## Gudar
Utövare av bon har hushållsgudar utöver andra gudar:
I Tibet är traditionellt gudomlig närvaro eller gudar inblandade i själva konstruktionen av hus för att i praktiken göra huset till ett slott mot de onda krafter utanför huset. Det typiska tibetanska huset skulle ha en rad olika säten för den manliga guden som skyddar huset. Varje dag, skulle mannen av huset åberopa denna gud och bränna löv och trä från enträdet för att försona guden. Utöver detta skulle kvinnan av huset också ha en skyddande gud vars säte kunde finnas i köket, oftast vid toppen av pelaren som huset vilade på.
En annan grupp av gudar är "den vita gamla mannen", en himmelsgud och hans fru. Dessa är kända vid flera olika namn, såsom Gyalpo Pehar som kallas "Kung Pehar". Pehar var en skyddande gud för kungadömet Zhangzhung, vars kultur utgör ett center av bon. Under tidig buddhism blev Pehar tolkad som en shamanisk fågel för att anpassa sig till fågelmotiven i shamanismen.

## Dagens situation

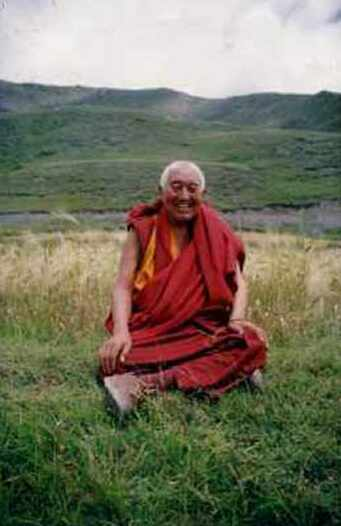
Lopön Tenzin Namdak, abbot vid ett bonkloster i Nepal

Enligt en nylig kinesisk undersökning uppskattas omkring 10% av alla tibetaner följa bon. När Tibet blev formellt erkänt som en del av Kina, var det omkring 300 bonkloster i Tibet och västra Kina. Enligt en nylig undersökning finns det omkring 264 aktiva bonkloster.
Den nuvarande andliga ledaren av bon är Lungtok Tenpa'i Nyima (född 1929), den 33:e abboten av Menriklostret (förstört under kulturrevolutionen men nu återuppbyggt) som nu ligger i Himachal Pradesh, Indien. Ett antal bonbyggnader finns också i Nepal.

## Erkännande
Utövare av bon var en utsatt grupp ända fram till 1977, när de skickade representanter till den 14:e Dalai Lama, Tenzin Gyatso, som bad Tibets centrala parlament (i exil) att acceptera bon-medlemmar.
Sedan dess har bon officiellt erkänts som en religiös grupp, med samma rättigheter som buddhismen. Detta nämndes åter igen år 1987 av Dalai Lama, som då också förbjöd diskriminering mot utövare av bon.
Trots detta gör tibetaner ofta skillnad på bon och buddhism, och refererar till medlemmar av nyigma, shakya, kagyu och gelug som nangpa, vilket betyder "insiders", och till utövare av bon som "bonpo", eller till och med chipa, vilket betyder "outsiders".